# Dompierre-sur-Mer
Dompierre-sur-Mer är en kommun i västra Frankrike i departementet Charente-Maritime i regionen Nouvelle-Aquitaine.
Dompierre-sur-Mer är en stad som ligger tio kilometer öst om La Rochelles förorter.
Canal de Marans à La Rochelle (på franska: Kanalen från Marans till La Rochelle) rinner genom Dompierre-sur-Mer från nordöst till sydväst sedan år 1870.
Dompierre-sur-Mer har 5 377 invånare och är den sextonde största staden i Charente-Maritime. Det är framför allt en bostadsort som hade omkring 1 900 invånare år 1962 och ungefär 3 700 invånare år 1990.
Dess invånare kallas på franska Dompierroises (f) och Dompierrois (m).

## Befolkningsutveckling
Antalet invånare i kommunen Dompierre-sur-Mer
| Referens: INSEE |